# Skuggan av en man (film, 1951)
Skuggan av en man (engelska: The Browning Version) är en brittisk dramafilm från 1951 i regi av Anthony Asquith.
Filmen är baserad på Terence Rattigans pjäs med samma namn.

## Utmärkelser
Filmen vann Bodilpriset för bästa icke-amerikanska film 1952 och två priser vid Filmfestivalen i Cannes 1951.

## Rollista i urval
- Michael Redgrave - Andrew Crocker-Harris
- Jean Kent - Millie Crocker-Harris
- Nigel Patrick - Frank Hunter
- Wilfrid Hyde-White - Frobisher
- Bill Travers - Fletcher
- Ronald Howard - Gilbert
- Ivan Samson - lord Baxter
- Peter Jones - Carstairs
- Sarah Lawson - Betty Carstairs
- Judith Furse - mrs Williamson